# 氧化数
氧化数（英文：Oxidation number）用来表示化合物中，所有配体及电子对都被去掉后，中心原子所带的电荷数。氧化数这个概念被用于无机化学命名法中。标明氧化数使用罗马数字，并且省略正氧化数的正号。书写时既可以将氧化数写成上标标在元素符号后面，如 FeIII，也可将氧化数写在括号内标在元素名称后面，如铁（III），元素名称与括号之间不留空格。
氧化数通常在数值上等于氧化态。但在有些情况下，配体不如中心原子电负性强（如铱膦配合物），因此氧化数与氧化态不相等。

## 定義
將鍵結電子分配給電負度較大的元素時，原子所得失的電子數，若得到電子，則氧化數為負；若失去電子，氧化數為正

## 氧化數決定法則
- 元素態的物質，氧化數為零。 Ex: Na(0)、Cl2(0)
- 單原子離子的氧化數為其所帶的電荷數。 Ex: Fe3+(+3)、Zn2+(+2)
- 化合物中，F恆為-1，1A恆為+1，2A恆為+2。 Ex: NaCl(Na為+1)、HF(F為-1)
- 氫的氧化數:
非金屬氫化物，氫為+1。 Ex:H2O(H為+1)、CH4(H為+1)
金屬氫化物，氫為-1。 Ex: NaH(H為-1)、LiH(H為-1)
- 氧的氧化數:
一般氧化物，氧為-2 。Ex: CO2(O為-2)、H2O(O為-2)
過氧化物，氧為-1。 Ex: H2O2(O為-1)、Na2O2(O為-1)
超氧化物，氧為-1/2。 Ex: KO2(O為-1/2)、CsO2(O為-1/2)
- 化合物中，各元素的氧化數總和為0。 Ex: H2SO4(S為+6)
- 多原子離子中，各元素的氧化數總和等於離子的電荷值。 Ex: MnO4-(Mn為+7)